# Чемпіонат Азії з боротьби 2005
Чемпіонат Азії з боротьби 2005 пройшов з 24 по 29 травня 2005 року в Ухані, Китай.
На чемпіонаті проводилися змагання з вільної та греко-римської боротьби серед чоловіків і вільної боротьби серед жінок.
Було розіграно двадцять один комплект нагород — по сім у вільній, греко-римській та жіночій боротьбі. Бронзові нагороди вручалися обом спортсменам, що виграли втішні сутички.

## Країни учасники
У змаганнях взяли участь 207 спортсменів, що представляли 19 збірних команд.
- В'єтнам (12)
- Індія (21)
- Індонезія (6)
- Ірак (9)
- Іран (14)
- Казахстан (17)
- Камбоджа (2)
- Катар (5)
- Киргизстан (15)
- Китайський Тайбей (11)
- КНР (21)
- Монголія (14)
- ОАЕ (2)
- Південна Корея (21)
- Північна Корея (8)
- Таїланд (2)
- Узбекистан (12)
- Філіппіни (2)
- Японія (21)

## Загальний медальний залік
| Місце               | Країна              | Золото | Срібло | Бронза | Загалом |
| ------------------- | ------------------- | ------ | ------ | ------ | ------- |
| 1                   | КНР                 | 4      | 3      | 4      | 11      |
| 2                   | Іран                | 4      | 2      | 4      | 10      |
| 3                   | Південна Корея      | 4      | 1      | 4      | 9       |
| 4                   | Японія              | 3      | 6      | 6      | 15      |
| 5                   | Казахстан           | 3      | 2      | 4      | 9       |
| 6                   | Узбекистан          | 1      | 2      | 2      | 5       |
| 7                   | Північна Корея      | 1      | 2      | 1      | 4       |
| 8                   | Киргизстан          | 1      | 1      | 4      | 6       |
| 9                   | Індія               | 0      | 2      | 5      | 7       |
| 10                  | Монголія            | 0      | 0      | 6      | 6       |
| 11                  | Ірак                | 0      | 0      | 1      | 1       |
| 11                  | В'єтнам             | 0      | 0      | 1      | 1       |
| Загалом (12 збірні) | Загалом (12 збірні) | 21     | 21     | 42     | 84      |

## Рейтинг команд
| Місце в рейтингу | Вільна боротьба (чоловіки) | Вільна боротьба (чоловіки) | Греко-римська боротьба (чоловіки) | Греко-римська боротьба (чоловіки) | Вільна боротьба (жінки) | Вільна боротьба (жінки) |
| Місце в рейтингу | Команда                    | Бали                       | Команда                           | Бали                              | Команда                 | Бали                    |
| ---------------- | -------------------------- | -------------------------- | --------------------------------- | --------------------------------- | ----------------------- | ----------------------- |
| 1                | Іран                       | 64                         | Південна Корея                    | 55                                | Японія                  | 61                      |
| 2                | Японія                     | 49                         | Казахстан                         | 51                                | КНР                     | 61                      |
| 3                | Південна Корея             | 41                         | Японія                            | 51                                | Монголія                | 48                      |
| 4                | Індія                      | 39                         | КНР                               | 44                                | Південна Корея          | 45                      |
| 5                | Казахстан                  | 38                         | Киргизстан                        | 42                                | Індія                   | 42                      |
| 6                | Узбекистан                 | 35                         | Іран                              | 40                                | В'єтнам                 | 29                      |
| 7                | Монголія                   | 33                         | Індія                             | 37                                | Казахстан               | 22                      |
| 8                | КНР                        | 32                         | Ірак                              | 26                                | Китайський Тайбей       | 22                      |
| 9                | Північна Корея             | 24                         | Північна Корея                    | 24                                | Киргизстан              | 20                      |
| 10               | Киргизстан                 | 14                         | Узбекистан                        | 13                                | Узбекистан              | 15                      |

## Медалісти

### Чоловіки

#### Вільна боротьба
| Категорія | Золото           | Срібло               | Бронза                              |
| до 55 кг  | Дільшод Мансуров | Чон Хьон Гук         | Томохіро Мацунага Тагі Дадасі       |
| до 60 кг  | Морад Могаммаді  | Лі Йон Чжоль         | Дамір Захартдінов Такафумі Кодзіма  |
| до 66 кг  | Пек Чін Гук      | Хамід Мохаммаднеджад | Полат Уразімбетов Кадзухіко Ікемацу |
| до 74 кг  | Сиригулен        | Сослан Тигієв        | Хаді Хабібі Рамеш Кумар             |
| до 84 кг  | Саїд Ебрахімі    | Такао Ісокава        | Руслан Сумієнков Анудж Кумар        |
| до 96 кг  | Хамід Сейфі      | Нуржан Катаєв        | Ко Тхе Хьон Болдин Сайнбаяр         |
| до 120 кг | Марид Муталімов  | Аліреза Резаї        | Лян Лей Палвіндер Сінгх Чима        |

#### Греко-римська боротьба
| Категорія | Золото             | Срібло            | Бронза                              |
| до 55 кг  | Ча Гван Су         | Ім Да Вон         | Мукеш Кхатрі Сінго Хіраї            |
| до 60 кг  | Алі Ашкані         | Ринат Усупжанов   | Макото Сасамото Нурбакит Тенгізбаєв |
| до 66 кг  | Чон Тхе Гюн        | Масакі Іїмура     | Лі Янян Кім Гум Чхоль               |
| до 74 кг  | Даніяр Кобонов     | Бахтіяр Байсеїтов | Цукаса Цурумакі Чхве Док Хун        |
| до 84 кг  | Кім Чон Соп        | Сінго Мацумото    | Жанарбек Кенжеєв Віталій Захарченко |
| до 96 кг  | Маргулан Асембеков | Чень Сяофей       | Масуд Хашемзаде Азамат Еркінбаєв    |
| до 120 кг | Георгій Цурцумія   | Лю Делі           | Саджад Барзі Яссім Бресам           |

### Жінки

#### Вільна боротьба
| Категорія | Золото       | Срібло          | Бронза                                    |
| до 48 кг  | Рен Сюечен   | Макіко Сакамото | Бекзат Мустафіна Дасдавагіїн Басанджаргал |
| до 51 кг  | Хітомі Обара | Дінара Мірзаєва | Міна Цогтбазарин Енхжаргал                |
| до 55 кг  | Саорі Йосіда | Су Ліхуї        | Нгієм Тхі Зянг Лі На Ле                   |
| до 59 кг  | Кім Хі Чон   | Алка Томар      | Мао Сіньлін Доржиїн Нармандах             |
| до 63 кг  | Каорі Ітьо   | Гітіка Яхар     | Хан Чин Йон Мен Лілі                      |
| до 67 кг  | Цзін Жуйсюе  | Ері Сакамото    | Яна Панова Очирбатин М'ягмарсурен         |
| до 72 кг  | Ван Цзяо     | Аяко Мурасіма   | Ольга Жанібекова Очирбатин Бурмаа         |